# Critérium des As

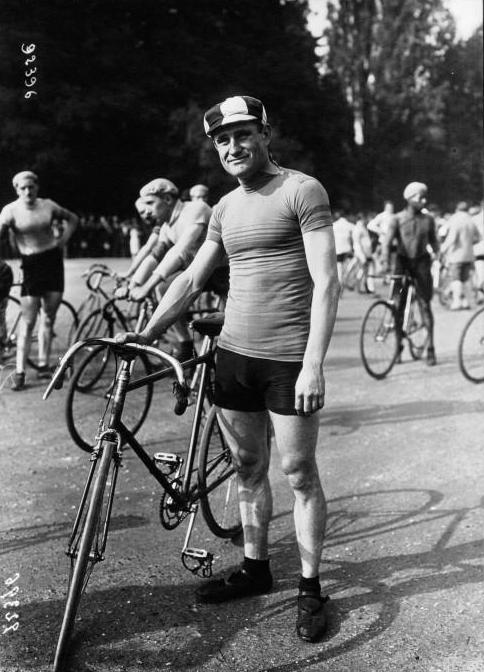
Charles Deruyter lors du critérium des as de 1921

Le Critérium des As est une compétition cycliste disputée de 1921 à 1990 en fin de saison par les principaux coureurs de l'année. Les participants couraient derrière des entraîneurs à tandem ou à motocyclette. La plupart des éditions ont eu lieu à Paris ou dans sa région. Trois d'entre elles se sont cependant déroulées aux Pays-Bas et en Suisse.

## Histoire
En 1920, un Critérium de la résistance est disputé sur un parcours partant de Bordeaux, allant jusqu'à Paris (Longchamp) et revenant à Bordeaux. Cette course est considérée comme précurseur du Critérium des As. Longue de 1 208 km, elle a été remportée par le Belge Louis Mottiat en 56 heures et 48 minutes.
En 1921, les meilleurs coureurs de la saison sont invités à participer au Critérium des As, une course faisant 27 tours d'un circuit de 3,63 km autour de Longchamp.
Le Belge Rik Van Steenbergen détient le record de victoires avec cinq succès entre 1948 et 1958. Louison Bobet et Jacques Anquetil se sont imposés quatre fois.
Le dernier Critérium des As est disputé en 1990, sous le nom de « Roue d'or des As ». Il est remporté par Gilbert Duclos-Lassalle,.

## Palmarès
| Année | Localisation          | Vainqueur               | Deuxième               | Troisième           |
| 1921  | Longchamp             | Philippe Thys           | René Vermandel         | Henri Pélissier     |
| 1922  | Longchamp             | René Vermandel          | Jean Alavoine          | Romain Bellenger    |
| 1923  | Longchamp             | Jules Van Hevel         | Romain Bellenger       | Maurice Brocco      |
| 1924  | Longchamp             | Jules Van Hevel         | Heiri Suter            | Henri Pélissier     |
| 1925  | Longchamp             | Achille Souchard        | Hector Martin          | Romain Bellenger    |
| 1926  | Longchamp             | Francis Pélissier       | Gabriel Marcillac      | Charles Lacquehay   |
| 1927  | Longchamp             | Gabriel Marcillac       | Francis Pélissier      | Hector Martin       |
| 1928  | Longchamp             | Charles Lacquehay       | Gérard Debaets         | Lucien Choury       |
| 1929  | Longchamp             | Georges Wambst          | Armand Blanchonnet     | Charles Lacquehay   |
| 1930  | Longchamp             | Camille Foucaux         | Henri Lemoine          | André Mouton        |
| 1931  | Longchamp             | Jean Maréchal           | Henri Lemoine          | Georges Wambst      |
| 1932  | Longchamp             | Ernest Terreau          | Georges Wambst         | Jean Maréchal       |
| 1933  | Longchamp             | Charles Pélissier       | Romain Gijssels        | Ernest Terreau      |
| 1934  | Longchamp             | André Leducq            | Charles Pélissier      | Julien Moineau      |
| 1935  | Longchamp             | Ernest Terreau          | Edgard De Caluwé       | Romain Gijssels     |
| 1936  | Longchamp             | Ernest Terreau          | René Debenne           | Maurice Richard     |
| 1937  | Longchamp             | Georges Paillard        | Paul Chocque           | Victor Cosson       |
| 1938  | Longchamp             | Gerrit Schulte          | René Debenne           | Cesare Moretti Jr.  |
| 1943  | Longchamp             | Raoul Lesueur           | Joseph Somers          | Maurice Clautier    |
| 1947  | Longchamp             | Émile Carrara           | Émile Idée             | Lucien Teisseire    |
| 1948  | Longchamp             | Rik Van Steenbergen     | Apo Lazaridès          | Louis Caput         |
| 1949  | Longchamp             | Louison Bobet           | Fausto Coppi           | Wim van Est         |
| 1950  | Longchamp             | Louison Bobet           | Stan Ockers            | Robert Varnajo      |
| 1951  | Longchamp             | Hugo Koblet             | Rik Van Steenbergen    | Louison Bobet       |
| 1952  | Longchamp             | Rik Van Steenbergen     | Louison Bobet          | André Darrigade     |
| 1953  | Longchamp             | Louison Bobet           | Stan Ockers            | Ferdi Kübler        |
| 1954  | Longchamp             | Louison Bobet           | Jacques Anquetil       | Hugo Koblet         |
| 1955  | Longchamp             | Rik Van Steenbergen     | Miguel Poblet          | Stan Ockers         |
| 1956  | Longchamp             | Bernard Gauthier        | Rik Van Steenbergen    | Roger Rivière       |
| 1957  | Longchamp             | Rik Van Steenbergen     | André Darrigade        | Louison Bobet       |
| 1958  | Longchamp             | Rik Van Steenbergen     | André Darrigade        | Raphaël Géminiani   |
| 1959  | Longchamp             | Jacques Anquetil        | Noël Foré              | Jean Bobet          |
| 1960  | Longchamp             | Jacques Anquetil        | André Darrigade        | Rik Van Looy        |
| 1961  | Longchamp             | Rik Van Looy            | Rik Van Steenbergen    | André Darrigade     |
| 1962  | Longchamp             | Rudi Altig              | Jean Stablinski        | Tom Simpson         |
| 1963  | Longchamp             | Jacques Anquetil        | Tom Simpson            | Rik Van Looy        |
| 1964  | Longchamp             | Peter Post              | Edward Sels            | Jacques Anquetil    |
| 1965  | Longchamp             | Jacques Anquetil        | Jan Janssen            | Rudi Altig          |
| 1966  | Longchamp             | Gerben Karstens         | Felice Gimondi         | Raymond Poulidor    |
| 1967  | Lac Daumesnil         | Eddy Merckx             | Jacques Anquetil       | Felice Gimondi      |
| 1968  | Le Havre              | Felice Gimondi          | Raymond Poulidor       | Ole Ritter          |
| 1969  | Le Havre              | Walter Godefroot        | Raymond Delisle        | Julien Stevens      |
| 1970  | Lac Daumesnil         | Eddy Merckx             | Herman Van Springel    | Lucien Aimar        |
| 1972  | Felletin              | Raymond Poulidor        | Bernard Thévenet       | Walter Godefroot    |
| 1973  | Tilburg (Pays-Bas)    | Gerben Karstens         | Felice Gimondi         | Eddy Merckx         |
| 1974  | Nogaro                | Eddy Merckx             | Freddy Maertens        | Gerben Karstens     |
| 1975  | Belfort               | Roger De Vlaeminck      | Herman Van Springel    | Freddy Maertens     |
| 1976  | Fauquemont (Pays-Bas) | Freddy Maertens         | Eddy Merckx            | Gerben Karstens     |
| 1977  | Châteaulin            | Francesco Moser         | Herman Van Springel    | Ronald De Witte     |
| 1978  | Orchies               | Michel Laurent          | Jan Raas               | Herman Van Springel |
| 1979  | La Défense            | Joop Zoetemelk          | Daniel Willems         | Bernard Hinault     |
| 1980  | La Défense            | Joop Zoetemelk          | Herman Van Springel    | Patrick Hosotte     |
| 1981  | La Défense            | Daniel Willems          | Herman Van Springel    | Stephen Roche       |
| 1982  | La Défense            | Bernard Hinault         | Sean Kelly             | Alain Bondue        |
| 1983  | Genève (Suisse)       | Greg LeMond             | Pascal Poisson         | Sean Kelly          |
| 1984  | Montreuil-sous-Bois   | Sean Kelly              | Jean-Luc Vandenbroucke | Claude Criquielion  |
| 1985  | Montreuil-sous-Bois   | Sean Kelly              | Eric Vanderaerden      | Claude Criquielion  |
| 1986  | Montreuil-sous-Bois   | Sean Kelly              | Adrie van der Poel     | Acácio da Silva     |
| 1987  | Montreuil-sous-Bois   | Charly Mottet           | Eric Vanderaerden      | Sean Kelly          |
| 1988  | Montreuil-sous-Bois   | Claude Criquielion      | Sean Kelly             | Pascal Poisson      |
| 1989  | Port Leucate          | Laurent Fignon          | Sean Kelly             | Éric Caritoux       |
| 1990  | Lac Daumesnil         | Gilbert Duclos-Lassalle | Charly Mottet          | Laurent Fignon      |

## Sources
- (en) Cet article est partiellement ou en totalité issu de l’article de Wikipédia en anglais intitulé « Critérium des As » (voir la liste des auteurs).